# Nilghai-antilope
Nilghai-antilopen (Boselaphus tragocamelus) er en stor, asiatisk antilope i underfamilen Bovinae blandt de skedehornede pattedyr. Den er udbredt i åben skov og på sletter i det sydlige Asien. Hannen er gråblå og kan veje op til 300 kg. Hunnen er brunlig. Kun hannen har horn, der er cirka 20 cm lange. På struben findes en hvid plet, hvorunder der hos hannen findes en løsthængende hårdusk. Nilghai-antilopen er den eneste art i slægten Boselaphus.